# Насаб
Наса́б (араб. نسب‎) — патронимическое имя, производное от алам, с элементом «ибн», «бен», «бин» (сын) или «бинт» (дочь), обозначающий имя отца, деда, прадеда и прочих предков по мужской линии по схеме: А, сын Б, сына В, сына Г, сына Д и так далее.
Патронимические имена в Марокко, Алжире, Тунисе обычно передаются не словом «ибн», а диалектическим вариантом — «бен» (бен Ахмад, бен Сулейман). В Иране и Турции зачастую используется вариант насаба «-заде» и «-оглы» для сыновей и «-кызы» для дочерей соответственно.
Желание подробно расписать свою генеалогию в имени иногда приводило к чрезмерной длине ряда имён насаб. Широко известен пример, когда автор известного словаря Ибн Халликан имел 12 имён насаб: Абуль-Аббас Ахмад ибн Мухаммад ибн Ибрахим ибн Абу Бакр ибн Халликан ибн Бавак ибн Шакаль ибн аль-Хусейн ибн Малин ибн Джафар ибн Яхья ибн Халид ибн Бармак по прозвищу Шамсуддин. Целью подобной генеалогической линии было проследить своё происхождение от знаменитой фамилии Бармакидов. В большинстве случаев употребление имён типа насаб редко идёт дальше имени деда, то есть А, сын Б, сын В.
В настоящее время префикс ибн/бин всё ещё довольно-таки часто используется в арабском мире, но есть тенденция к уменьшению области его применения. В некоторых регионах он используется только в официальных документах и юридических взаимоотношениях, в других же областях от него практически полностью отказались.